# Barpiano
Als Barpiano oder Barklavier-Musik wird Hintergrundmusik bezeichnet, die in Bars, Hotels, Cafés von einem Live-Pianisten vorgetragen wird. Das Repertoire umfasst Jazzstandards, Evergreens, Schlager, Filmmusik und klassische Musik, Improvisation spielt eine wichtige Rolle. Der Charakter der Musik ist ruhig und entspannend bis lebhaft animierend und als Hintergrundmusik konzipiert. Auch der Begriff Easy Listening gehört zum Spektrum des Barpiano. In der heutigen Form ist das Barpiano-Spiel Ende des neunzehnten Jahrhunderts als öffentliche Unterhaltung entstanden, hat in der Musik Erik Saties und dem Ragtime seine Kunstform gefunden, und ab der ersten Jahrhunderthälfte Zeugnisse im Kulturschaffen hinterlassen (etwa in der stereotypen Figur in den Filmen Casablanca und Die fabelhaften Baker Boys oder auch im Schlager Man müsste Klavier spielen können).

## Geschichte

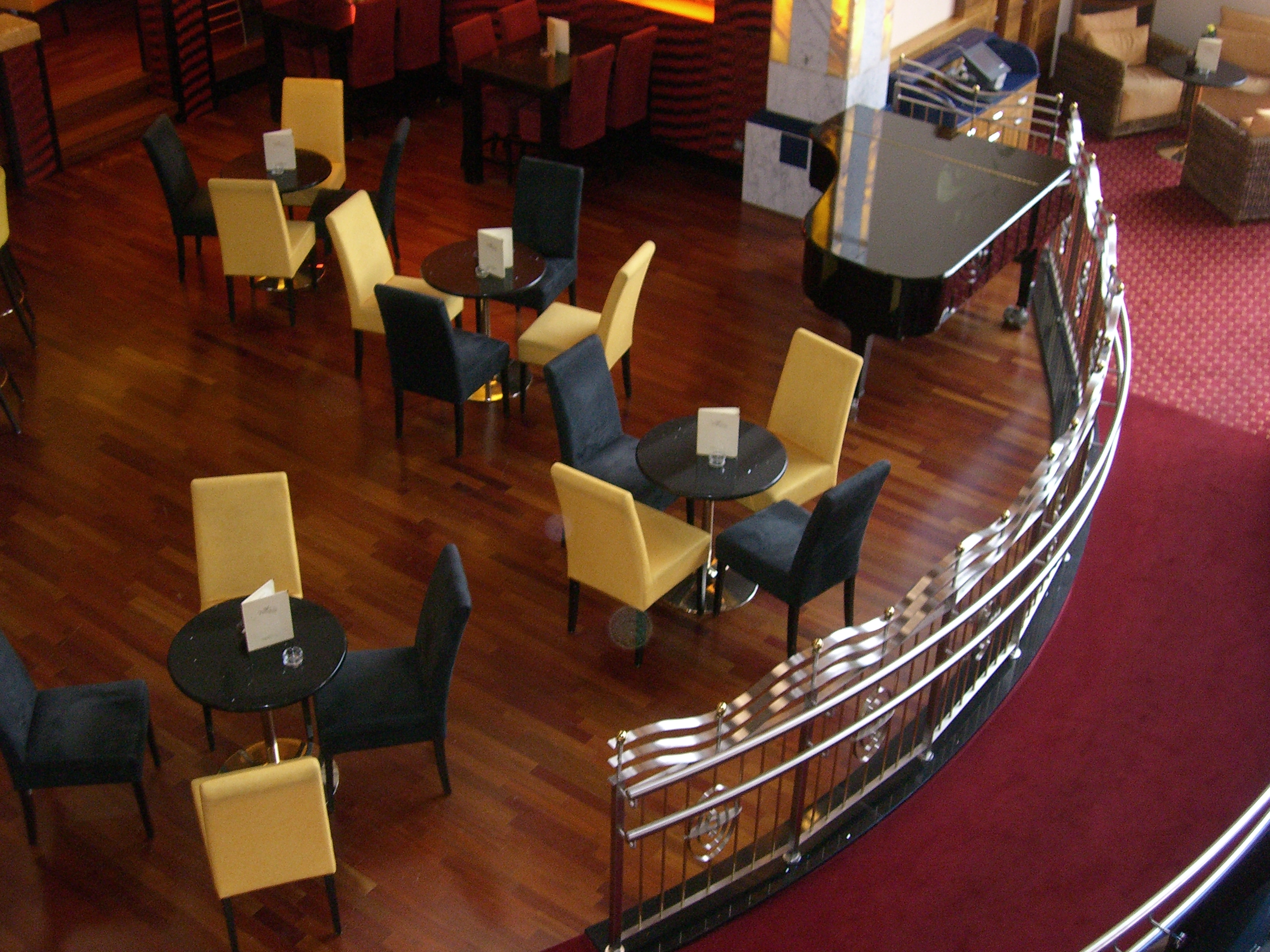
Pianobar eines Hotels

Zu Beginn des 19. Jahrhunderts, der Biedermeierzeit, war das Klavier zu einem Statussymbol des Adels und auch des Bürgertums geworden. Mit den Schubertiaden, geselligen Musikveranstaltungen mit Franz Schubert am Klavier, entstanden kürzere, intimere Stücke. In diesen Kompositionen ging es um die Stimmung, um die Poesie, um einen bestimmten Charakter, ganz im Sinne des ästhetischen Programms der Romantik. Moments musicaux, Lieder ohne Worte, gemeinsam ist ihnen der Zug zum Überschaubaren, bei häuslichen Zusammenkünften, in den Salons adliger Damen.
In der zweiten Hälfte des 19. Jahrhunderts veränderte sich die Situation. Das Klavier begann, vom Salon in die Cafés, in die Cabarets und Künstlerkneipen zu wandern. Das Umfeld wurde frivoler, in Montmartre, unter Bohémiens, Ästhetizisten. Auf den großen transatlantischen Schiffen durften Konzertflügel und Pianist nicht fehlen.
In den Jahren nach dem Ersten Weltkrieg entstand der Begriff, den wir heute mit Barpiano verbinden. Ausschlaggebend waren der Aufstieg Amerikas und der Aufschwung von Jazz und Swing auch in Europa und eine politisch, gesellschaftlich und moralisch radikal veränderte Gesellschaft, in Großstädten wie Berlin, etwas später die Entstehung des Tonfilms. In New York entstanden die ersten klassischen Piano-Bars, Musik von Tonträgern war noch unbekannt. 
Nach dem Zweiten Weltkrieg wurde Paris wieder zum Zentrum: dort war in den 50er Jahren etwa der legendäre deutsche Bar-Pianist Simon Schott tätig. Mit dem Siegeszug der Popmusik wirkte sie auf die junge Generation altmodisch, langweilig im Vergleich zur Rockmusik. „Retro-Wellen“ lassen Stilrichtungen der Vergangenheit aufleben. Anspruchsvolle Firmenevents engagieren einen Barpianisten.
Am Beginn des 21. Jahrhunderts ist vieles verschiedene gleichzeitig zu koexistieren imstande – insbesondere in Berlin gibt es wieder vermehrt Barpiano. In Wien etablierten sich die Wiener Bar Pianisten.

## Barpianist

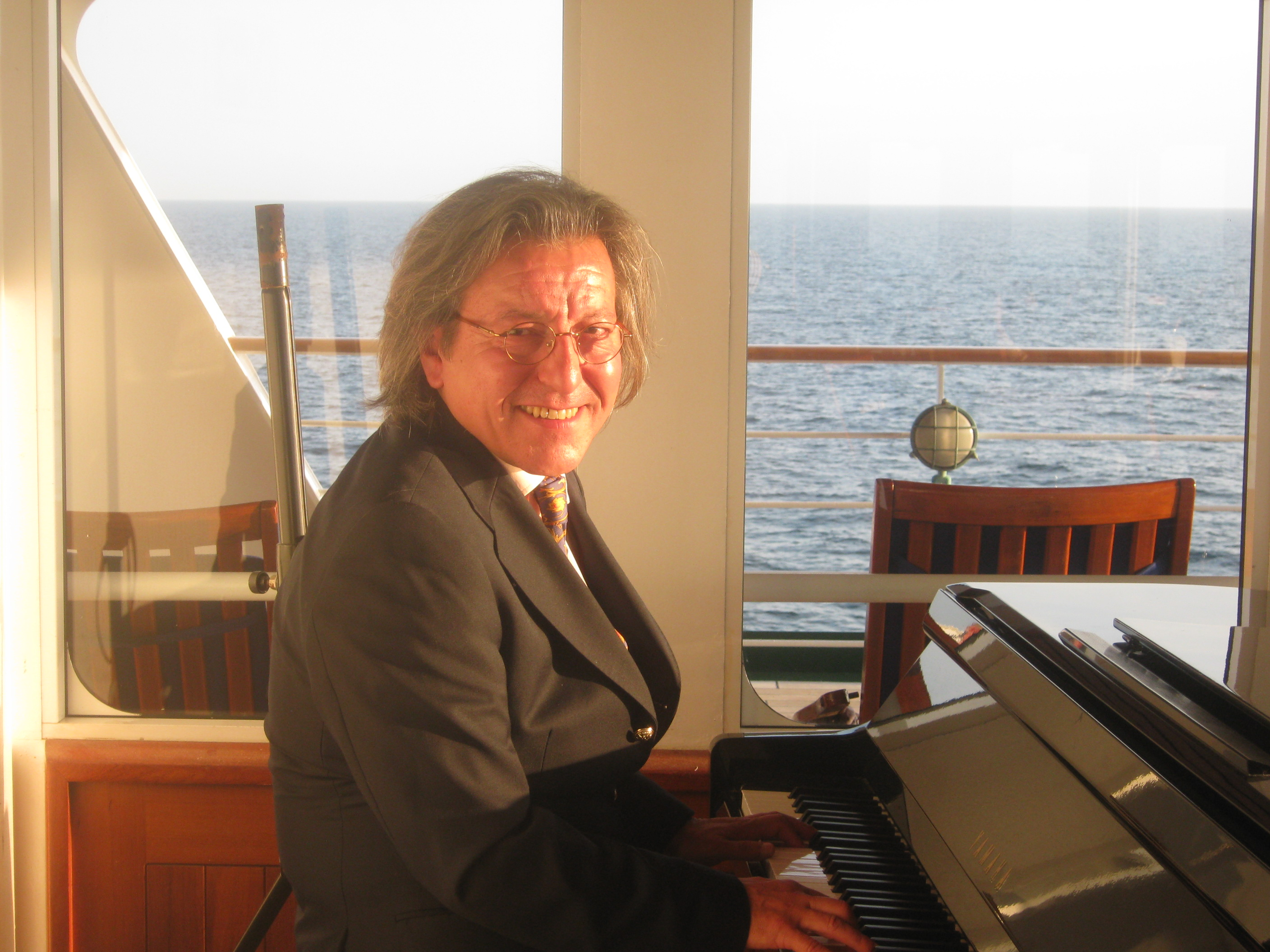
Barpianist auf einem Kreuzfahrtschiff

Ein Barpianist agiert niemals konzertant auf Bühne im Vordergrund. Gerhard Köpf beschreibt es: Ein guter Geschichtenerzähler ist wie ein Barpianist. Der Barpianist ist die Verkörperung von Eleganz und Diskretion, und er ist ein Experte für Seifenblasen und längst zerplatzte Illusionen. Sie haben ein Repertoire, das viele Musikrichtungen umfasst. Die Interpretation wird der aktuellen Stimmung angepasst. Statt eines akustischen Klaviers wird mitunter auch ein E-Piano verwendet.
Die Atmosphäre einer Pianobar wird durch einen live spielenden Barpianisten geprägt. Hotels und Pianobars bieten ihren Gästen einen eleganten und entspannenden Rahmen.

## Akkordsymbole
Der Barpianist benötigt die Kenntnis von Akkordsymbolen und wie sie harmonisch aufeinander folgen. Es gibt Notenmaterial mit ausnotierter linker Hand, das, falls es ungeeignet scheint, mit der aus dem Notenbild erkennbaren „Akkordsymbolik“ angepasst werden sollte. Das „lockere“ Dahinplätschern der schönsten Melodien erreicht der Pianist, indem er die Begleitung der jeweiligen Situation, dem Stil des Stückes und dem emotionalen Ausdruck anpasst. Er ist in der Lage, aus den Akkordsymbolen jederzeit eine Stride-Begleitung, einen Walking Bass zu „basteln“ oder mit Akkordzerlegungen und Arpeggios zu arbeiten. Die ausnotierten Arrangements sind von einer anderen Person geschaffen und nicht die eigene Intuition. Das Ziel eines Barpianisten ist, seinen eigenen Stil zu finden und zu entwickeln.